# Radivoj Radić
Radivoj Radić (ur. 24 stycznia 1954 w Livnie) – serbski historyk, mediewista, bizantynolog. 

## Życiorys
Profesor Uniwersytetu w Belgradzie. Jest zastępcą dyrektora Instytutu Bizantynologicznego przy Serbskiej Akademii Nauk. Członek komitetu redakcyjnego "Zbornik Radova Vizantološkog Instituta". Zajmuje się dziejami późnego Bizancjum i jego relacjami z Południową Słowiańszczyzną.

## Wybrane publikacje
- Oblasni gospodari u Vizantiji krajem 12. i u prvim decenijama 13. veka, ZRVI 24—25. (1986), 151—290.
- Vreme Jovana V Paleologa (1332—1391), Belgrade 1993.
- Strah u poznoj Vizantiji 1180—1453, I — II, Belgrade 2000.
- Iz Carigrada u srpske zemlje, Studije iz vizantijske i srpske istorije, Belgrade 2003.
- Srbi pre Adama i posle njega, Istorija jedne zloupotrebe: Slovo protiv „novoromantičara“, Belgrade 2005. (second edition).
- Vizantija, purpur i pergament, Belgrade 2006.
- Carigrad, priče sa Bosfora, Belgrade 2007.
- Vizantija i Srbija,Belgrade 2010
- Konstantin Veliki, nadmoć hrišćanstva,Belgrade 2010.
- Romejski svet - kratka istorija svakodnevnog života u Vizantiji,Belgrade 2012.
- Stari Sloveni,Belgrade 2011.
- Srednjovekovni putovođa, Belgrade 2011.
- Strah u poznoj Vizantiji 1180—1453,Belgrade 2014.
- Drugo lice Vizantije, Belgrade 2014.